# Eudule ficaria
Eudule ficaria là một loài bướm đêm trong họ Geometridae.